# 広又通り
広又通り（ひろまたどおり）は、福岡県久留米市の広又から本町四丁目に至る道路の通称である。

## 概要
この道路は、西鉄天神大牟田線 西鉄久留米駅前を通過する道路に直結しているため、駅方面へ向かうための利用者も多い。

## 経路
広又 福岡県道758号藤田日吉町線

　　|

小頭町東側 福岡県道753号一丁田久留米停車場線（一丁田通り、小頭通り）

　　|

本町四丁目 福岡県道23号久留米柳川線